# Alberto Natusch Busch

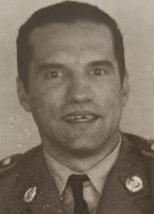
Alberto Natusch Busch

Alberto Natusch Busch (* 23. Mai 1933 in Riberalta, Bolivien; † 23. November 1994 in Santa Cruz de la Sierra) war ein Offizier der bolivianischen Armee und vom 1. bis 16. November 1979 Präsident Boliviens.

## Leben
Alberto Natusch Busch war der Neffe des bolivianischen Präsidenten Germán Busch Becerra. Er schlug eine Laufbahn als Berufsoffizier ein. Im Kabinett von Hugo Banzer Suárez war er von 1973 bis 1978 Landwirtschaftsminister. In einem blutigen Militärputsch stürzte Oberst Natusch Busch am 1. November 1979 den fünf Monate zuvor vom Kongress für ein Jahr gewählten Präsidenten Wálter Guevara Arze. Die Machtübernahme stieß auf den Widerstand der Bevölkerung, der bolivianische Gewerkschaftsverband COB rief einen Generalstreik aus, und nach nur 15 Tagen war der Putsch gescheitert. Er konnte lediglich erreichen, dass Guevara nicht wieder ins Amt zurückkehrte, sondern Lidia Gueiler seine Nachfolgerin wurde.
Am 4. August 1981 unternahm er mit anderen Militärs einen weiteren Militärputsch, diesmal gegen Luis García Meza, der Lidia Gueiler aus dem Amt geputscht und ein Schreckensregime errichtet hatte.
Natusch Busch zog sich 1982 aus dem öffentlichen Leben zurück und starb 1994 in Santa Cruz.